# グリーンキャブ
株式会社グリーンキャブ（英: GREENCAB co.,ltd ） は、東京都を拠点にハイヤー・タクシーと福祉車両、貸切バスを運行する事業者である。タクシー事業においては東都自動車グループ、日の丸自動車グループとともに都内準大手3社の一社とされる。

## 概要
創業は1952年（昭和27年）で、本社は東京都新宿区戸山に置いている。ペパーミントグリーンとダークグリーンのツートンカラーのタクシー車両を特徴とする。東京医科大学病院(新宿区西新宿)において専用乗り場を運営している。
また、赤坂Bizタワー（港区赤坂）において国際自動車・東都自動車グループと黒塗り車両専用乗り場を共同運営している。

## 車両
会社設立当時よりトヨタ車を導入しており、かつてはクラウンセダン・スーパーデラックスが、ジャパンタクシーが発売されて以後は同車種が主力となっている。2008年以降はアイドリングストップ機能搭載車両も導入されている。国分寺営業所所属車両は大口取引先に日産自動車系企業が存在するため、全車セドリック・クラシックSVである。また新宿営業所所属のミニバンタクシーにも同じく日産のプレサージュが採用されていた。また、2015年には日産のNV200が導入されている。全車にLEDデイタイムランプ、GPS無線システム及びそれと連動するカーナビゲーションシステム（日立国際電気製）が装着されている。黒塗り車両は社内で「G車両」と呼称され、社内基準をクリアした乗務員のみ乗務している。
ハイヤーは、本社営業推進部に所属。高級セダンだけでなく、ワンボックス車も存在する。2008年（平成20年）10月には、クラウンハイブリッドも初導入した。
貸切バスは、横浜営業所に配置。1989年に横浜の新ドリーム交通を買収したもので、関連会社の千曲バスと同じ塗装の車両を使用している。
福祉サービスは、豊かな福祉社会の実現を目指して、高齢者・障害者への福祉移送サービスを展開、全乗務員ヘルパー資格を取得。リフト付き福祉タクシーは車椅子やストレッチャーのまま乗車できる。
このほか、2008年より早稲田大学の早稲田キャンパス - 西早稲田キャンパス間連絡バスの運行を受託している。

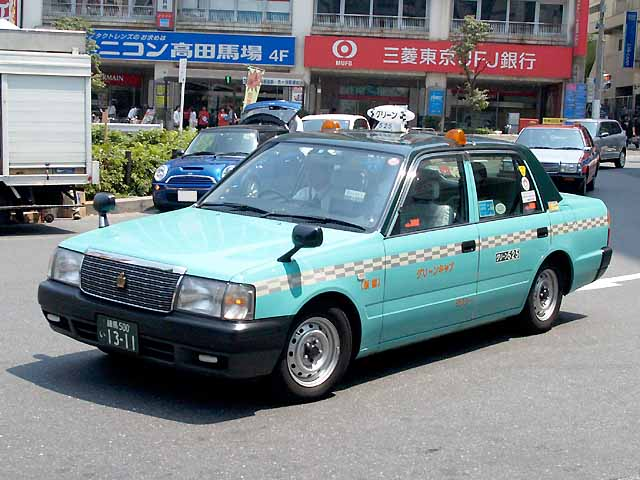
クラウンコンフォート（緑）
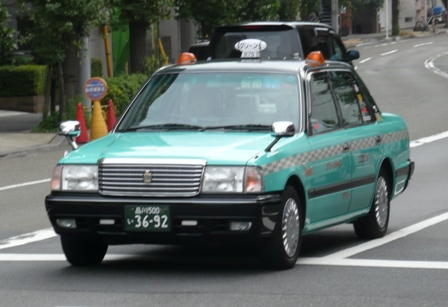
クラウンセダン（緑）
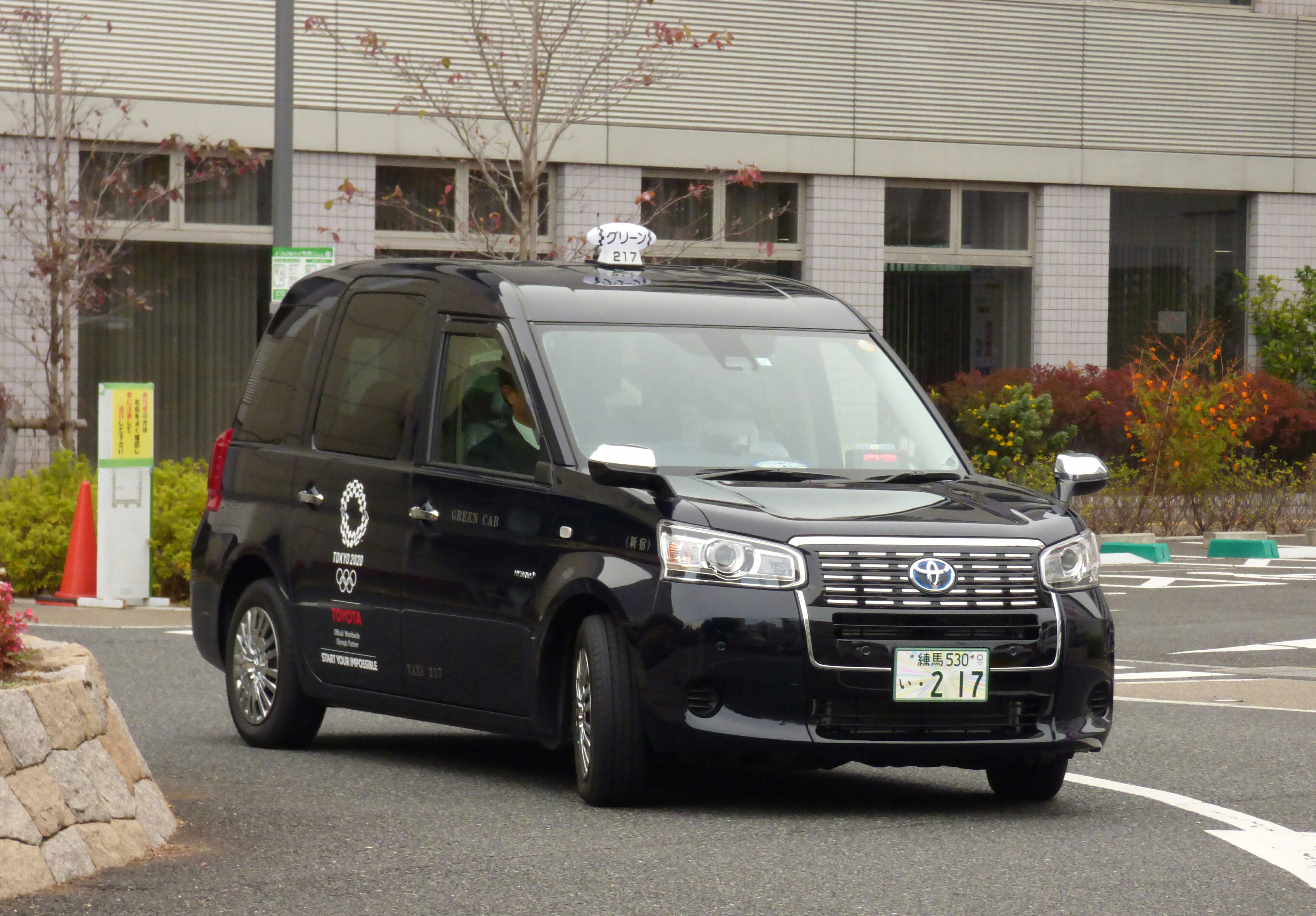
ジャパンタクシー
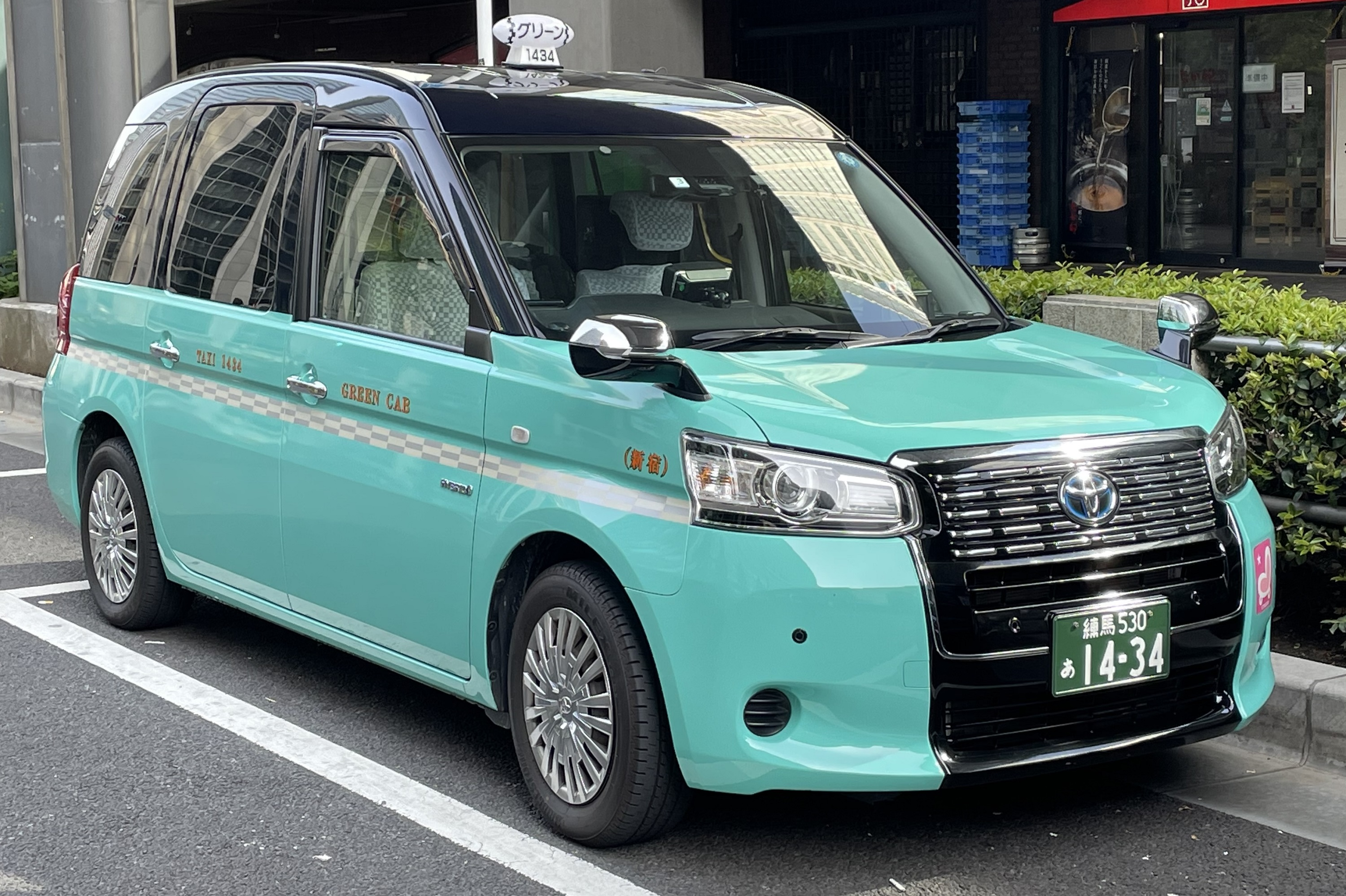
ジャパンタクシー（緑）
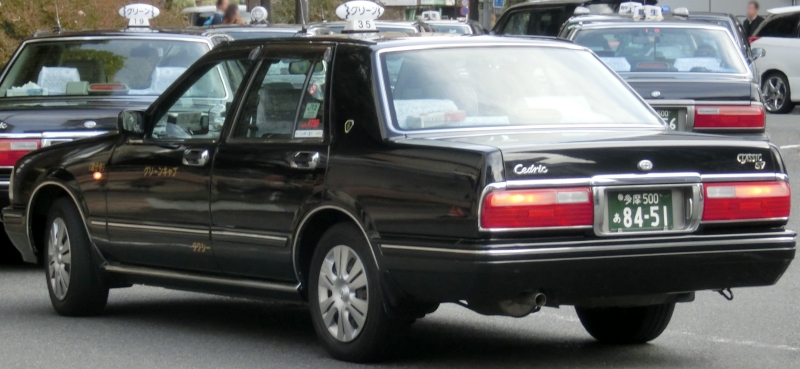
セドリック
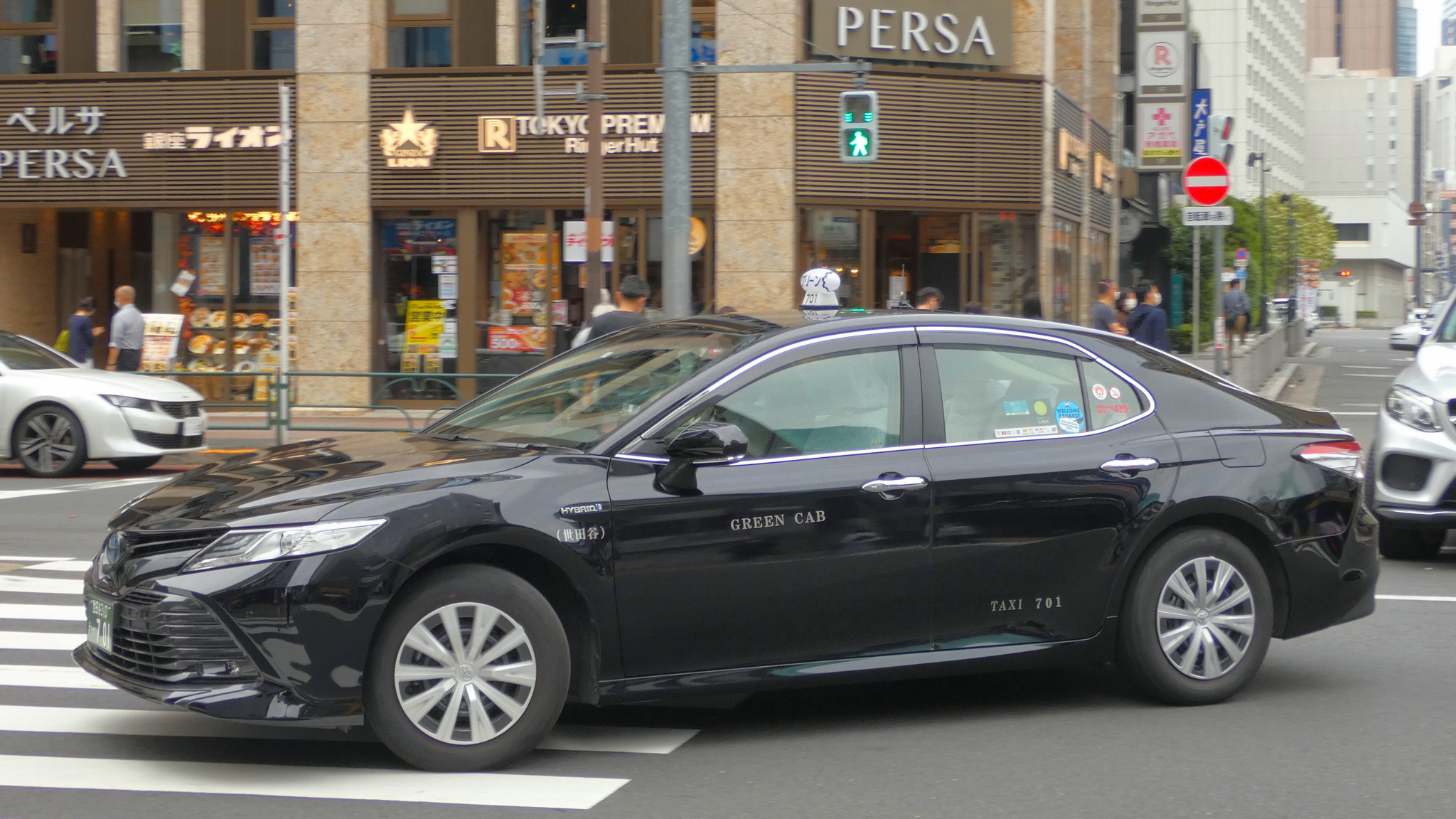
カムリ
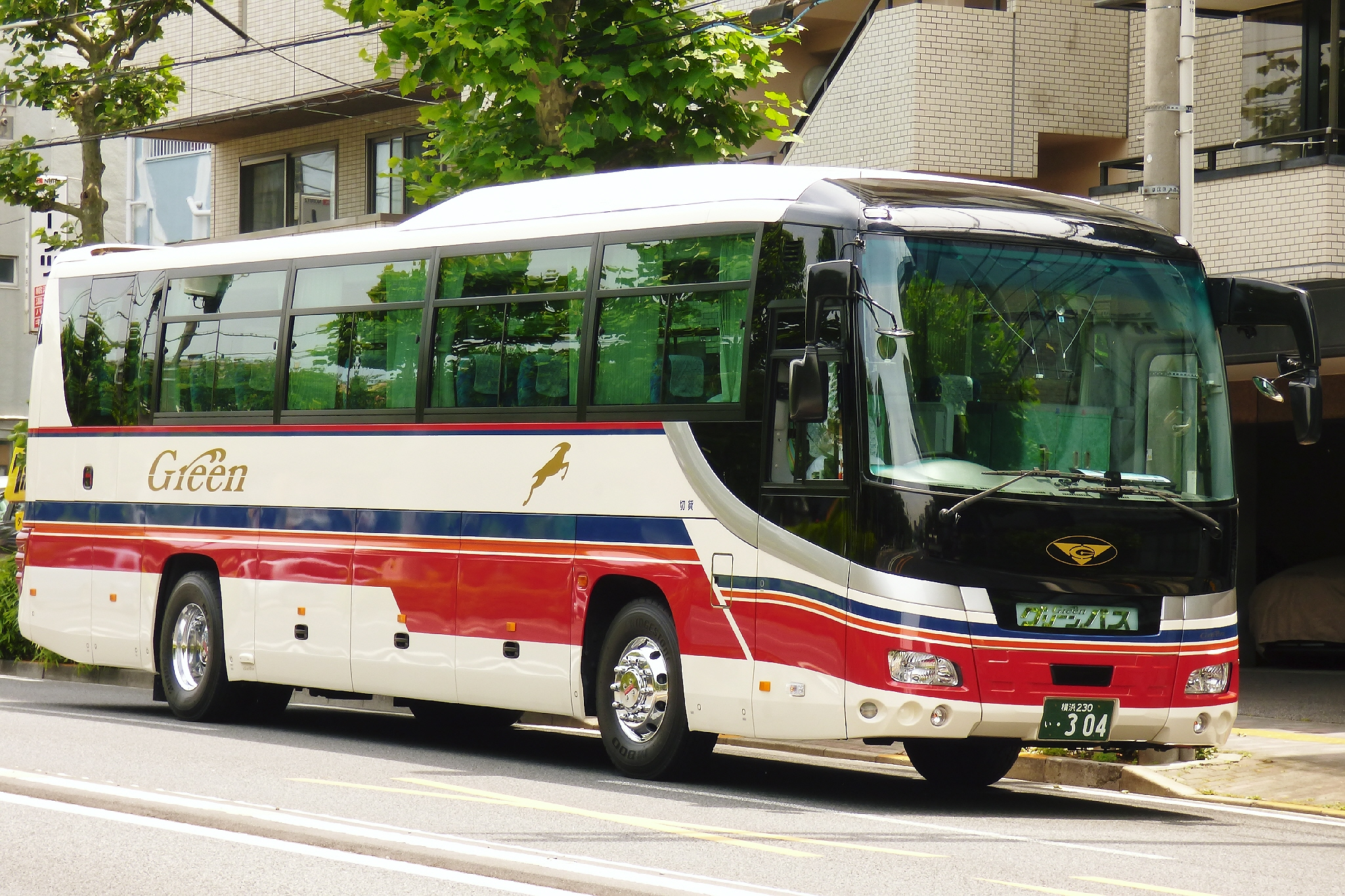
貸切バス（いすゞ・ガーラ）
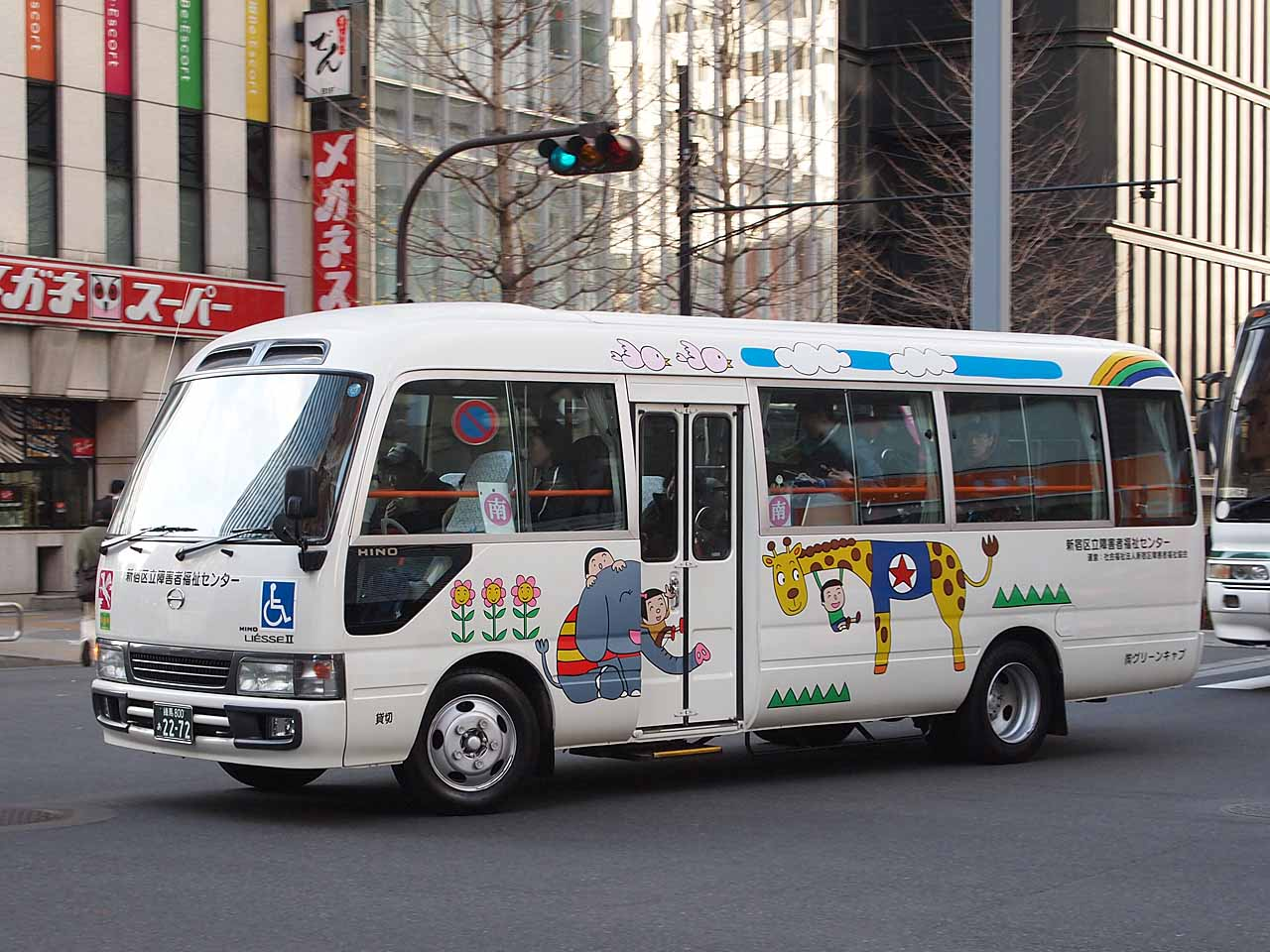
福祉施設送迎バス（新宿区立障害者福祉センター、日野・リエッセII）
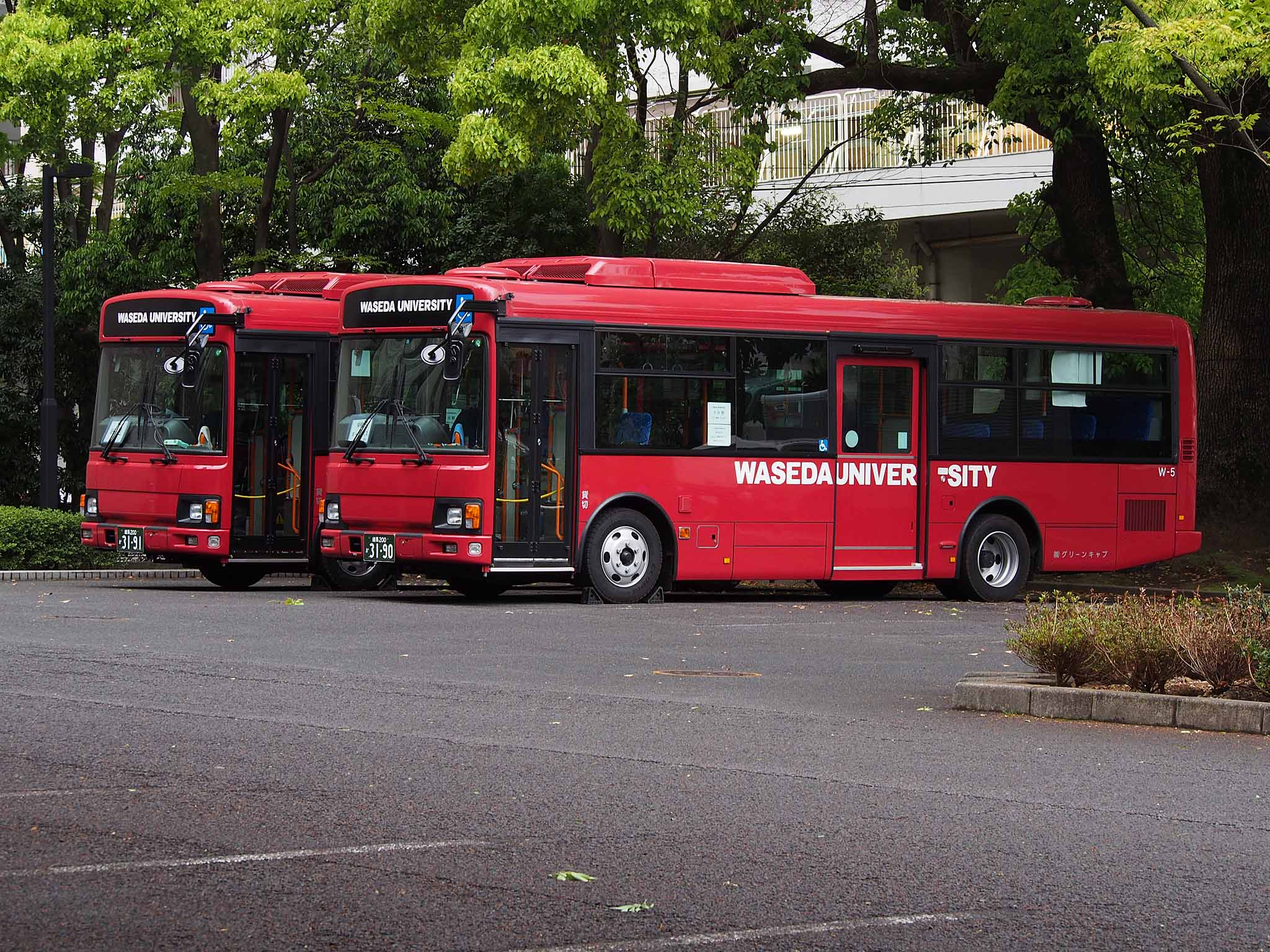
早稲田大学キャンパス間連絡バス（日野・レインボーII）

## 歴史
- 1952年（昭和27年）9月 - 新宿区花園町（現：新宿1丁目）にて創業。
- 1958年（昭和33年）11月 - 全国に先駆けて日本で初めて全車両に無線を設置。
- 1960年（昭和35年）
  - 8月 - 東京日石オートガス設立。
  - 12月 - 日本駐車ビル設立。
- 1963年（昭和38年）5月 - 立体駐車場戸山駐車ビル竣工、同時に戸山町サービスステーション開設。
- 1963年（昭和38年）8月 - 日駐ビル整備工場民間車検場開設。
- 1967年（昭和42年）
  - 7月 - 三軒茶屋サービスステーション開設。
  - 11月 - 桜新町コーポラス竣工、同時に世田谷サービスステーション開設。
- 1968年（昭和43年）12月 - 板橋営業所開設。
- 1970年（昭和45年）6月 - 矢口サービスステーション開設。
- 1971年（昭和46年）11月 - 日駐ビル石油販売設立。
- 1974年（昭和49年）12月 - 平井営業所・小岩営業所開設。
- 1976年（昭和51年）7月 - 世田谷営業所開設。
- 1977年（昭和52年）
  - 1月 - 新町営業所開設。
  - 12月 - ホテルビラ蓼科および東京交通毎日新聞社が傘下となる。
- 1980年（昭和55年）10月 - 高島平営業所開設。
- 1981年（昭和56年）
  - 2月 - 弦巻営業所・蒲田営業所開設。
  - 9月 - リフト付福祉タクシー運行開始。
- 1983年（昭和58年）
  - 5月 - マリー・ローランサン美術館創立。
  - 6月 - 王子営業所開設。
- 1985年（昭和60年）
  - 5月 - 平井営業所駐車ビル完成に伴い平井営業所と小岩営業所を統合して江戸川営業所とする。国分寺営業所開設。
  - 6月 - 福祉バス事業開始。
- 1988年（昭和63年）3月 - 千曲バスグループが傘下となる。
- 1989年（昭和64年・平成元年）
  - 1月 - 蓼科高原芸術の森彫刻公園創設。
  - 11月 - 新ドリーム交通を買収し横浜営業所開設。
- 1992年（平成4年）4月 - 佐久平カントリークラブが傘下となる。
- 1996年（平成8年）11月 - 上信越自動車道東部湯の丸サービスエリア開業。
- 1998年（平成10年）2月 - 東京日石オートガス枝川営業所開設。
- 2001年（平成13年）3月 - 新星自動車（東京無線加盟の同名会社とは無関係）が傘下となる。
- 2002年（平成14年）1月 - 狛江営業所開設。
- 2003年（平成15年）
  - 4月 - 佐久平カントリークラブが日本駐車ビルと合併。グリーンキャブ仙台支社開設。
  - 11月 - アートランドホテル蓼科が日本駐車ビルと合併。
- 2004年（平成16年） - チェッカーキャブより脱退。
- 2005年（平成17年）6月 - 千波タクシーがグループ傘下となる。
- 2006年（平成18年）2月 - 新常磐交通が傘下となる。
- 2007年（平成19年）4月 - マスメディア向けジャンボタクシー会社の共同自動車が傘下となる。
- 2008年（平成20年）10月 - 「トヨタクラウンハイブリッド」をハイヤーに導入。
- 2009年（平成21年）
  - 2月 - ディーゼルエンジンのバスに比べ窒素酸化物等を大幅に低減したガソリンエンジンの福祉バスを導入。
  - 5月 - 新宿区と「災害時における災害時要援護者等に係る緊急搬送及び災害情報通信に係る協力に関する協定」締結。
- 2009年（平成21年）11月 - 交通エコロジー・モビリティ財団「グリーン経営」認証取得。
- 2010年（平成22年）5月 - 高島平営業所を板橋営業所へ統廃合。
- 2011年（平成23年）
  - 2月 - 横浜営業所にEV（電気自動車）タクシー導入。
  - 3月 - 弦巻営業所を世田谷営業所へ統廃合。
  - 10月 - マリー・ローランサン美術館を閉館。
- 2013年（平成25年）8月 - ヘキサ交通（足立区鹿浜）を買収。
- 2015年（平成27年）5月 - 板橋営業所と王子営業所を北区浮間の国際自動車赤羽営業所跡地に移転し、赤羽営業所と改称[3]。
- 2018年（平成30年） - ヘキサ交通を吸収合併。
- 2019年（平成31年・令和元年）4月 - グリーンキャブ・国際自動車・寿交通・大和自動車交通・チェッカーキャブおよびソニーと子会社のソニーペイメントサービスによる合弁企業「みんなのタクシー株式会社」が提供するスマートフォン用タクシー配車アプリ「S.RIDE」を導入[4]。ただし、グリーンキャブにおいては無線システムの更改に合わせ、2020年にサービス開始を予定。
- 2020年（令和2年）10月 - S.RIDEの取り扱い開始。
- 2021年（令和3年）
  - 3月 - 東京23区武三地区の全車がS.RIDEに対応[5]。
  - 11月 - 深藍色のジャパンタクシーをシンボルカラーのペパーミントグリーンへ塗り替えた車両の出発式を開催[6][注釈 3]。
- 2024年（令和6年）3月 - 「S.RIDE」アプリ配車専用車の運行を国際自動車、大和自動車交通と同時に開始[7]。

## 本社部門
（新宿区戸山）
- 総務部
  - 総務課
  - 電算室
  - 秘書室
- 経理部
  - 経理課
  - 予算管理課
- 営業部
  - 営業管理課
  - 研修室
- 営業推進部
  - 営業推進課（無線配車センターを含む）
- 安全管理部
  - 安全課
- 車両部
  - 車両管理課
  - 車両第一課（本社整備工場、他）
  - 車両第二課（新町整備工場、他）
  - 車両第三課（江戸川整備工場、他）

## 営業所
- 特別区・武三交通圏
  - 本社営業所（新宿区戸山）
  - 赤羽営業所 （北区浮間）※
  - 江戸川営業所 （江戸川区平井）
  - 新町営業所 （世田谷区桜新町）
  - 世田谷営業所 （世田谷区砧）
  - 蒲田営業所 （大田区東六郷）
- 北多摩交通圏
  - 国分寺営業所 （国分寺市東戸倉）※
  - 狛江営業所 （狛江市西野川）※
- 京浜交通圏
  - 横浜営業所 （神奈川県横浜市戸塚区戸塚町）
- 湘南交通圏
  - 大船営業所 （神奈川県鎌倉市）

※ 登記上は別法人扱い。本社は北区浮間。

## 支社
- 仙台支社（通称・日交タクシー、旧：日本自動車交通）（宮城県仙台市太白区東中田）

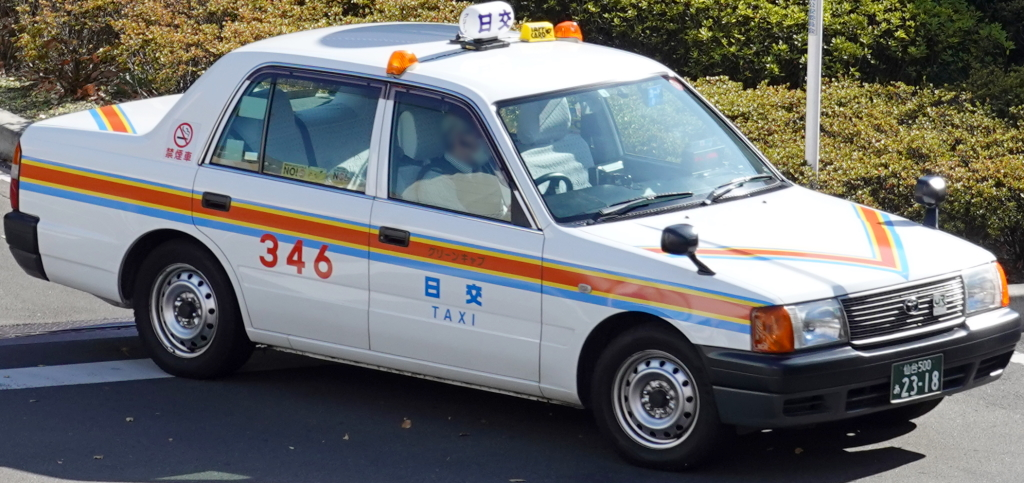
仙台支社の車両
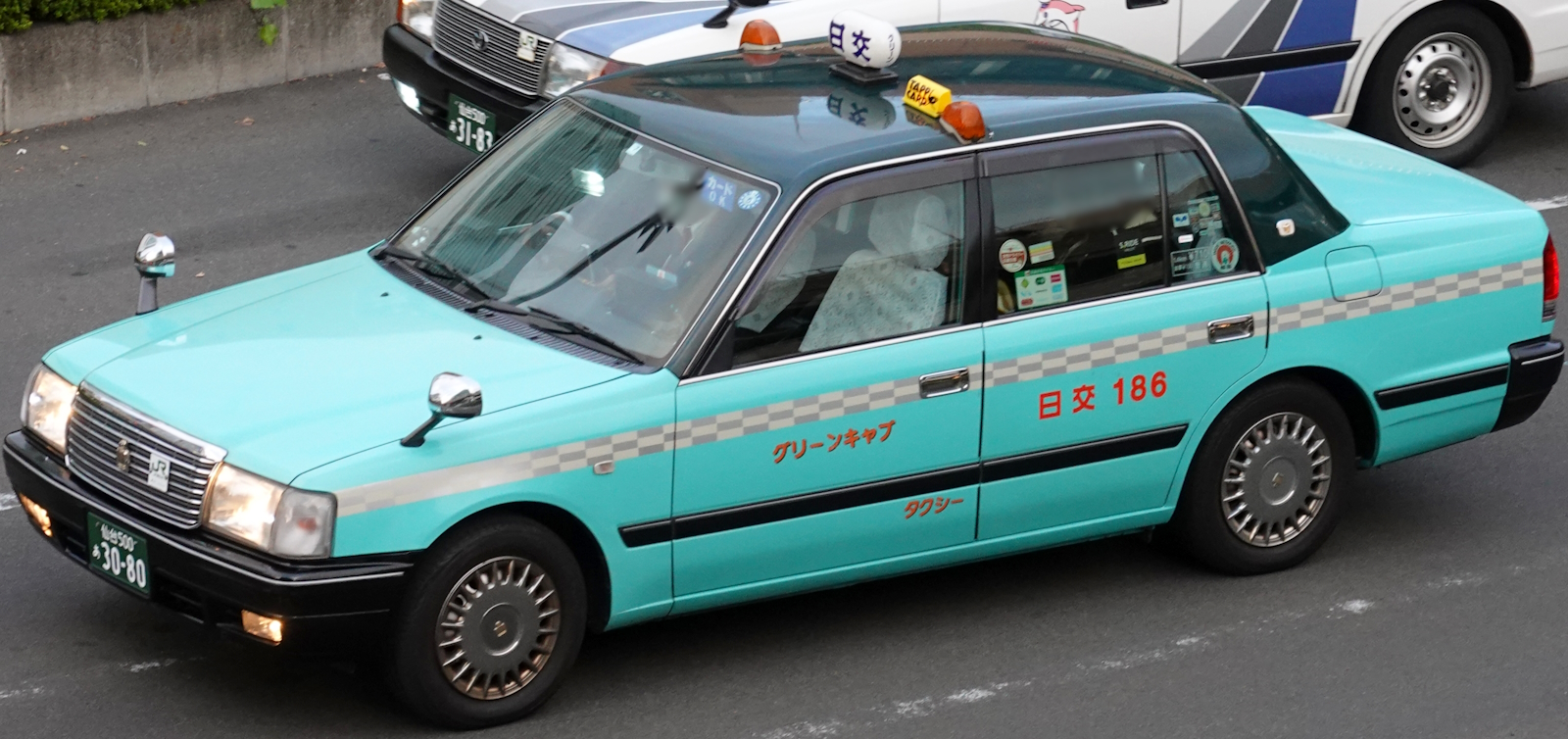
仙台支社の車両 （東京地区からの移籍車）

## 千曲バス
- 千曲ハイヤー（長野県佐久市根々井）
- 佐久ハイヤー（長野県佐久市根々井）
- ニュー交通（長野県佐久市安原）
- タクシー・ハイヤー以外の事業については千曲バスのページを参照。

## 新星自動車
- 本社・水戸営業所（茨城県水戸市宮町）
- 勝田営業所（茨城県ひたちなか市勝田中央）
- 太田営業所（茨城県常陸太田市東一町）
- 日立営業所（茨城県日立市幸町）
- 油縄子営業所（茨城県日立市鮎川町）
- 磯原営業所（茨城県北茨城市磯原町本町）

## 新常磐交通

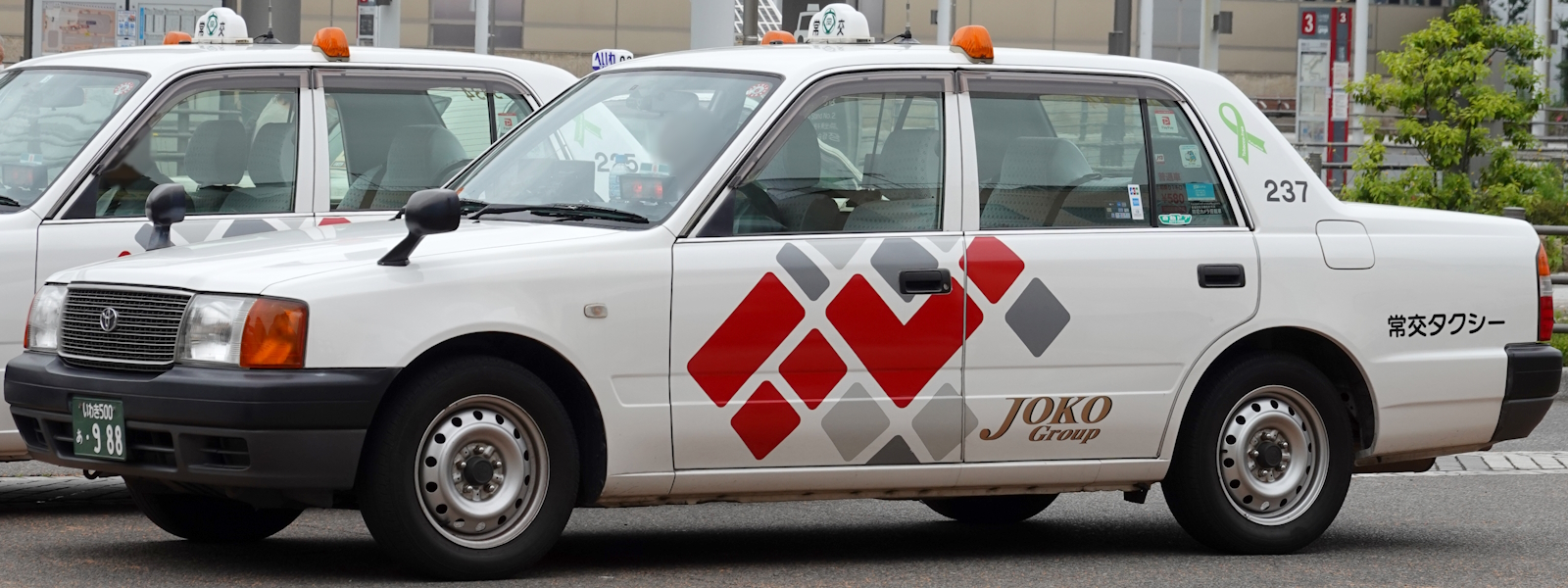
常交タクシー

- 常交タクシー（福島県いわき市平上荒川字長尾）
- 常磐藤原タクシー（福島県いわき市常磐湯本町三函）
- 常交相双タクシー（福島県双葉郡大熊町大字下野上字大野）
- 常交相双タクシー富岡営業所（福島県双葉郡富岡町中央）
- 東邦交通（福島県いわき市錦町大島）
- タクシー・ハイヤー以外の事業については新常磐交通のページを参照。

## その他の関連会社
- 千波タクシー（茨城県水戸市城南）
- 共同自動車（港区台場）

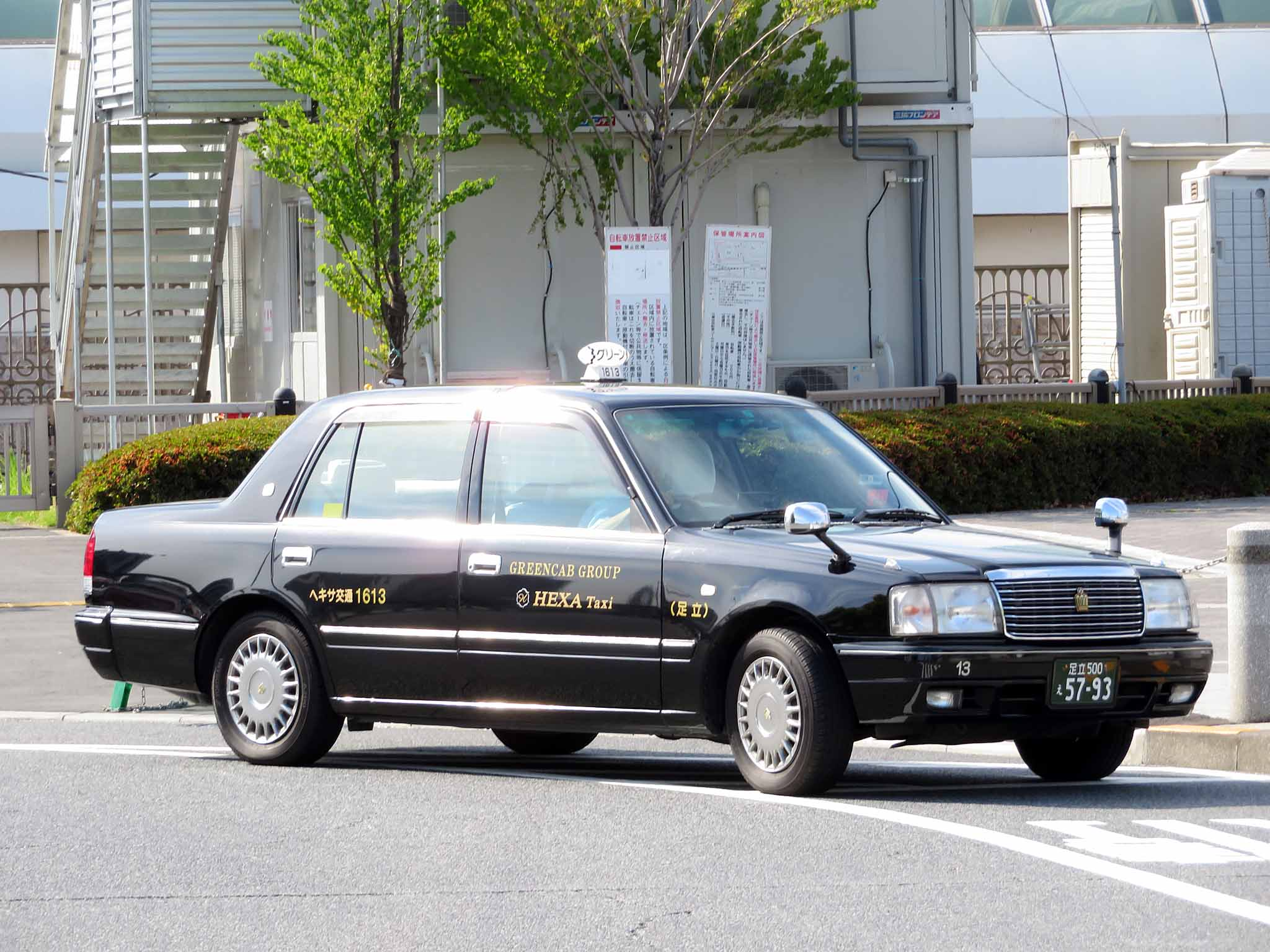
ヘキサ交通

- ヘキサ交通（足立区鹿浜） - 吸収合併され消滅
- グリーンキャブ福祉サービス
- 佐久平カントリークラブ
- 日本駐車ビル（本社ビル）
- 日駐ビル石油販売
- 東京日石オートガス - 「ENEOS GAS」ブランド
- 東京駐車ビル
- 交通毎日新聞社